# Баюбас де Ариба
Баюбас де Ариба (на испански: Bayubas de Arriba) е община, разположена в провинция Сория, Кастилия и Леон, Испания. Според преброяването от 2004 г. (Национален институт по статистика на Испания) общината има население от 24 жители.